# 大血藤
大血藤，亦称“红藤”，是木通科大血藤属唯一种，生长在中国南方各省。
大血藤为落叶、木质藤本植物；茎红褐色；复叶三出，互生；花单性异株，辐射对称，花瓣6，极小，花萼6，花瓣状；果实为聚合果，由多个肉质小浆果组成。
1981年的克朗奎斯特分类法将大血藤属单独分出大血藤科，属于毛茛目，1998年根据基因亲缘关系分类的APG 分类法和2003年经过修订的APG II 分类法将本属合并到木通科中，仍然属于毛茛目。
属名Sargentodoxa前半部分的sargent是为纪念美国植物学家Charles Spargue Sargrnt（1824-1927），后半部分的odoxa为“光荣”之意；种名cuneata意为“楔形的”。